# Acleris variegana
Petite Tordeuse des arbres fruitiers, Tordeuse chagrinée
Espèce
Acleris variegana, la Tordeuse chagrinée ou Petite Tordeuse des arbres fruitiers, est une espèce de Lépidoptères de la famille des Tortricidae et du genre Acleris, d'origine paléarctique et largement répandue en Europe. Sa chenille consomme les feuilles en particulier des Rosaceae, notamment les Prunus et les Rosiers.

## Description

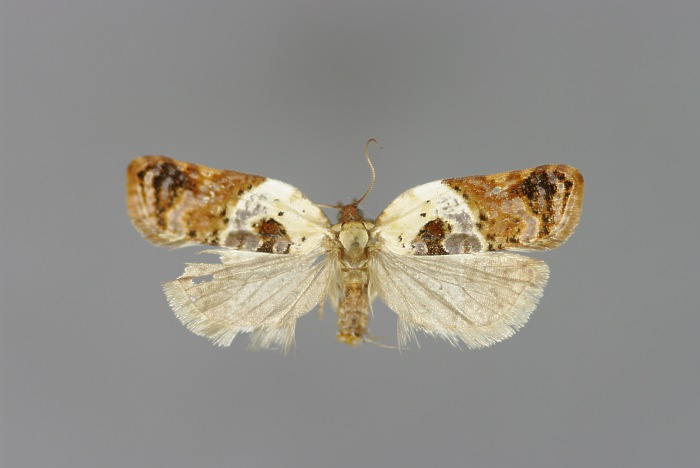
Adulte aux ailes déployées.

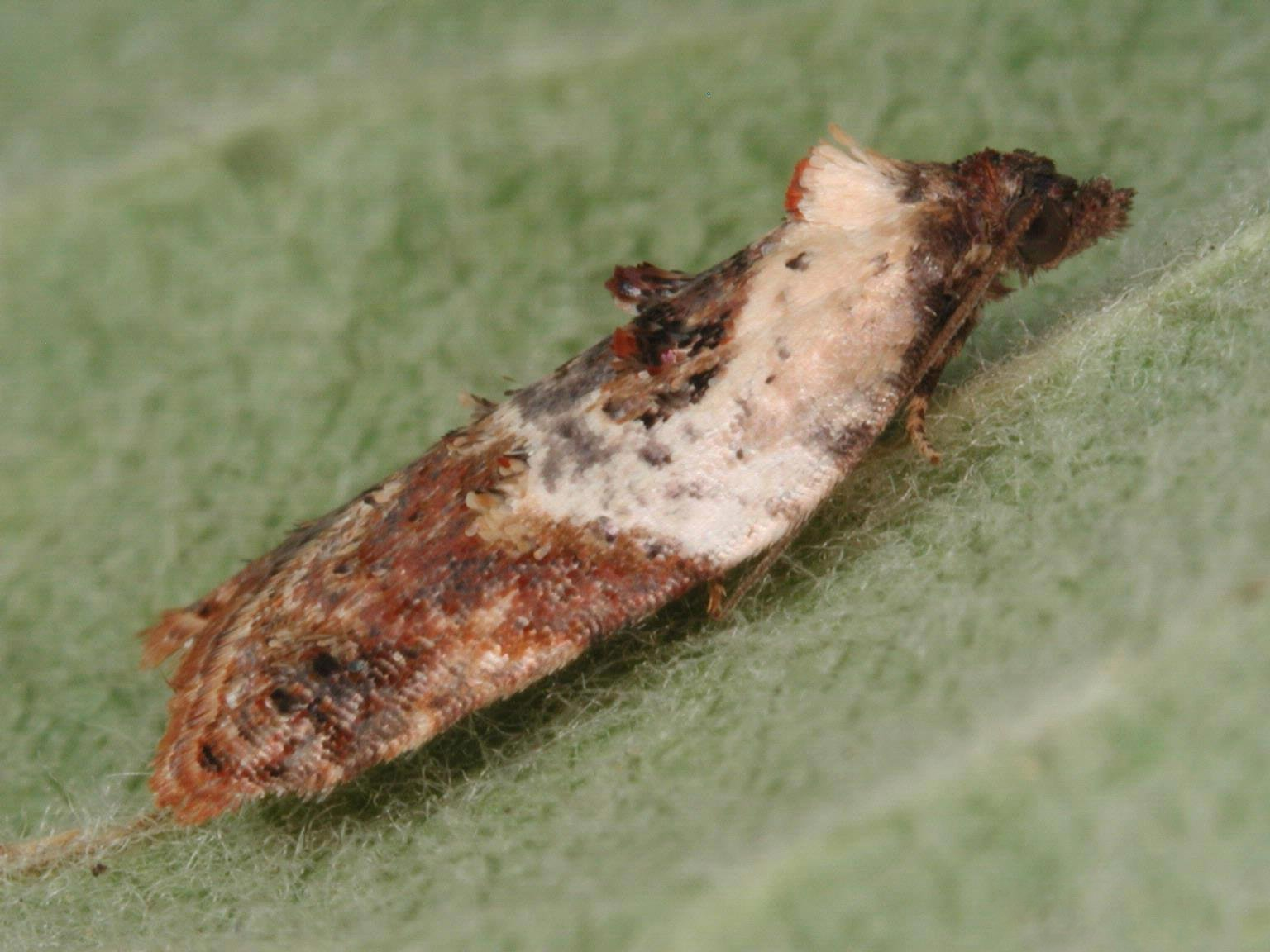
Adulte posé sur une feuille, de profil.

Le papillon adulte mesure 14 à 18 mm d'envergure. Les ailes antérieures sont ocre-blanchâtre à pourpré, plus ou moins nuancées de gris et souvent ornées de blanc sur presque toute leur moitié basale, et de plages d'écailles distinctes, souvent noires ; les ailes postérieures sont grises.
Les œufs sont longs de 0,6 mm et larges de 0,5 mm, de couleur jaunâtre clair à rougeâtre.
La chenille est longue de 12 à 14 mm, vert clair ou vert-jaunâtre. La tête et la plaque thoracique sont brun-jaunâtre ou brun-verdâtre ; la plaque anale est verte ; les pattes thoraciques sont brun-jaunâtre.
La chrysalide, de couleur brun clair, mesure 7 à 8 mm de long.

## Biologie
Les adultes apparaissent de juillet à septembre. Les œufs sont pondus isolément ou par petits groupes, sur l'une des deux faces des feuilles, le plus souvent le long de la nervure centrale ; ils éclosent au printemps suivant. Du mois de mai à la fin-juin ou début-juillet, les chenilles se développent aux dépens des jeunes pousses, à l'abri d'un tissage lâche de feuilles ou du bord replié d'une feuille. La chenille se transforme en chrysalide soit dans l'abri larvaire, soit parmi les feuilles mortes. L'espèce est univoltine.
La chenille s'attaque de préférence aux plantes ligneuses, en particulier les Rosaceae, notamment les Prunus et les Rosiers. Ci-dessous la liste des plantes hôtes en Europe consommées par la chenille de Acleris variegana :
- Berberis
- Carpinus betulus
- Colutea gracilis
- Corylus avellana
- Crataegus
- Cydonia
- Dasiphora fruticosa
- Hylotelephium maximum
- Malus domestica
- Populus tremula
- Prunus armeniaca
- Prunus avium
- Prunus cerasus
- Prunus domestica
- Prunus dulcis
- Prunus spinosa
- Pyrus communis
- Rhamnus cathartica
- Rosa
- Rubus idaeus
- Salix
- Sanguisorba minor
- Ulmus
- Vaccinium myrtillus
- Vaccinium vitis-idaea

## Dégâts et lutte
Les chenilles, en fabriquant leurs abris larvaires, déforment les feuilles ce qui rend la plante inesthétique. Une méthode de lutte est d'appliquer un insecticide au printemps dès l'apparition des premiers dégâts.

## Systématique
Le nom scientifique complet (avec auteur) de ce taxon est Acleris variegana (Denis & Schiffermüller, 1775). L'espèce a été initialement classée dans le genre Tortrix sous le protonyme Tortrix variegana, par les entomologistes autrichiens Johann Nepomuk Cosmas Michael Denis et Ignaz Schiffermüller, en 1775.
Cette espèce porte en français les noms vulgaires de « Tordeuse chagrinée » ou « Petite Tordeuse des arbres fruitiers ».
Acleris variegana a pour synonymes :
- Acalla alpicolana Weber, 1945
- Acalla caeruleoatrana Strand, 1916
- Acalla uniformis Schawerda, 1936
- Peronea abildgaardana (Fabricius, 1794)
- Peronea albana Humphreys & Westwood, 1845
- Peronea argentana Sheldon, 1931
- Peronea cirrana Curtis, 1834
- Peronea fuscana Sheldon, 1931
- Phalaena asperana (Fabricius, 1777)
- Pyralis asperana Fabricius, 1777
- Teras insignana Herrich-Schäffer, 1851
- Teras nyctemerana (Hübner, 1817)
- Teras variegana (Denis & Schiffermüller, 1775)
- Tortrix blandiana Charpentier, 1821
- Tortrix cristana Hübner, 1796/99
- Tortrix nyctemerana Hübner, 1814/17
- Tortrix osbeckiana Thunberg, 1784
- Tortrix variegana Denis & Schiffermüller, 1775